# Antigua i Barbuda
Antigua i Barbuda (en anglès, Antigua and Barbuda) és un estat insular de l'Amèrica Central, a l'oceà Atlàntic. Comprèn les illes d'Antigua, Barbuda i Redonda, grup d'illes de les Petites Antilles situat entre Saint-Barthélemy al nord-oest, Saint Kitts i Nevis i Montserrat a l'oest i Guadeloupe al sud. La capital és Saint John's. Antiga colònia britànica, és independent des de 1981.

## Etimologia
Antigua per 'antic' i barbuda per 'barbut'. L'illa d'Antigua s'anomenava originalment Wadadli pels arauacs i avui és coneguda localment amb aquest nom; els caribs anomenaven Barbuda Wa'omoni. Cristòfor Colom, l'any 1493, potser l'hagués batejat Santa Maria la Antigua, per una icona a la Catedral de Sevilla. Es creu que el barbut de Barbuda es refereix als habitants masculins de l'illa, o a les figueres barbudes que hi són presents.

## Història

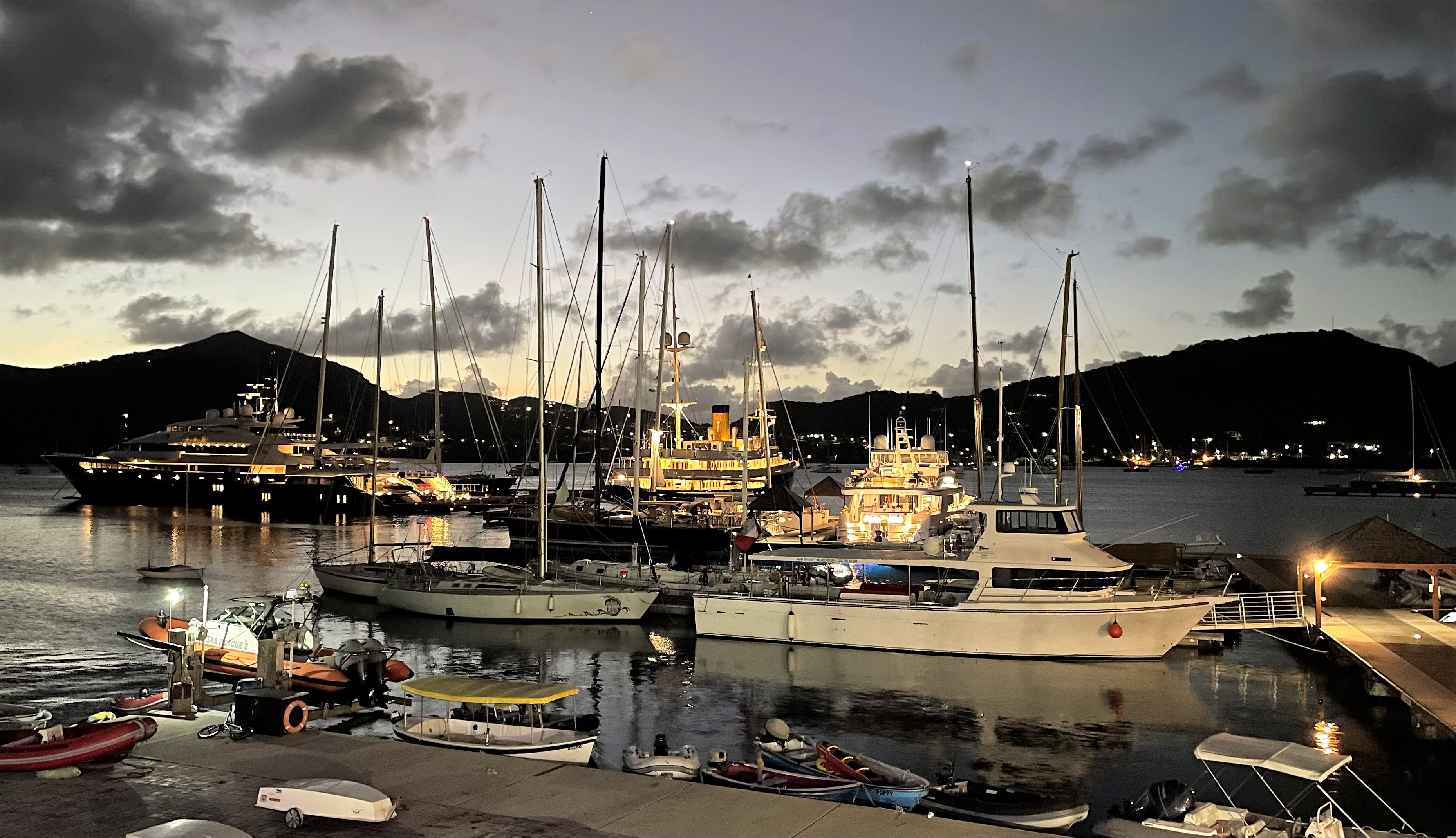
Antigua és una destinació turística d'alta gamma, com es pot veure aquí al port esportiu d'English Harbour...
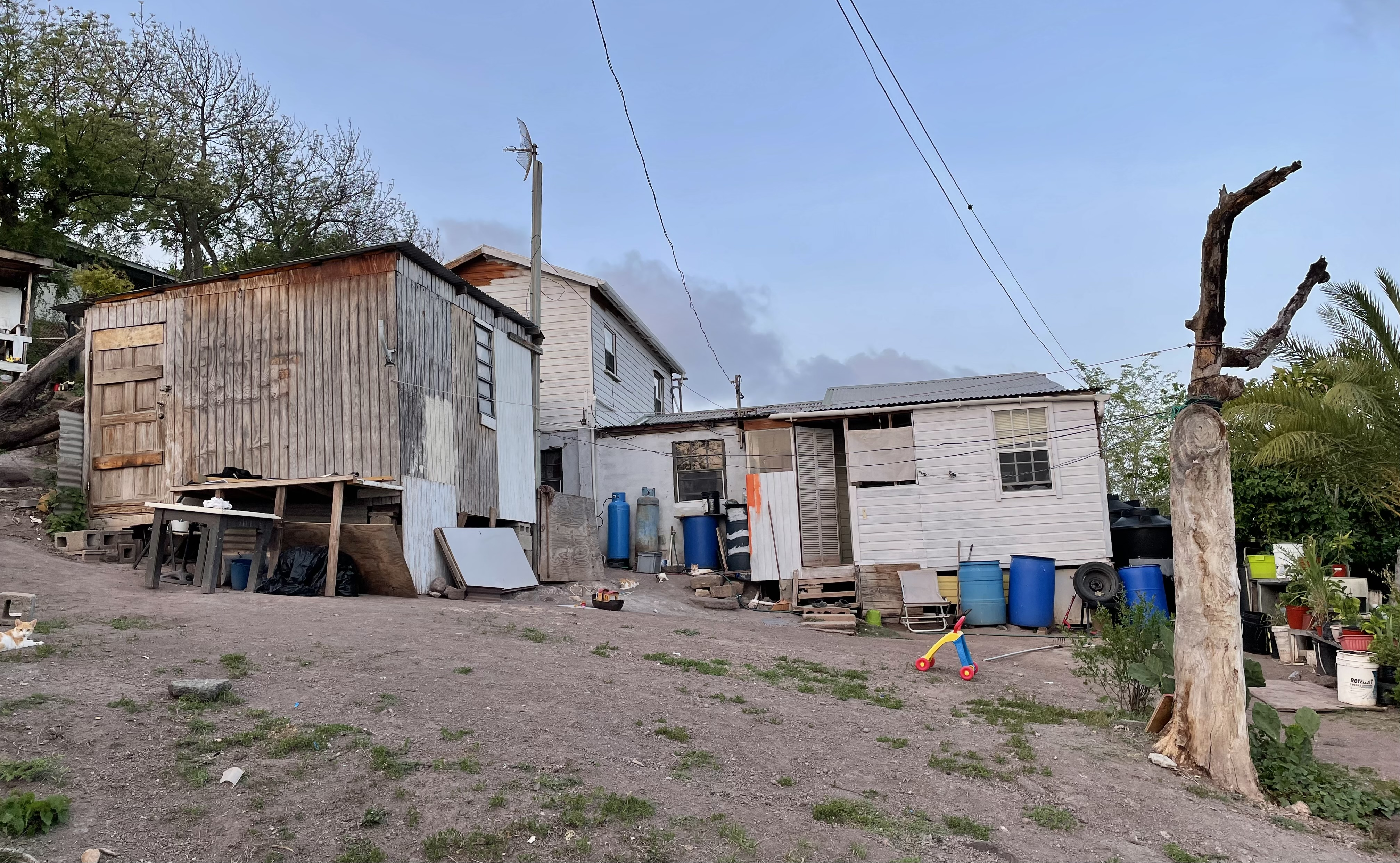
... però la pobresa mai està lluny.

Antigua va ser poblada per primera vegada pels nadius americans caçadors i recol·lectors de l'època arcaica anomenats siboney. La datació amb carboni ha establert que els primers assentaments van començar cap al 3100 aC. Van ser succeïts per la gent saladoide precolombina de parla arawak que va emigrar des del baix Orinoco. Van introduir l'agricultura, cultivant, entre altres conreus, la famosa pinya negra d'Antigua (Ananas comosus), blat de moro, moniatos, xiles, guaiaba, tabac i cotó. Més tard, els caribs més bel·licosos també es van assentar a l'illa, possiblement per la força.
Als primers colonitzadors espanyols i francesos els van succeir els anglesos, que el 1667 van formar una colònia amb l'establiment de catòlics irlandesos a Antigua. L'esclavitud, establerta per dirigir les plantacions de sucre, va ser abolida oficialment el 1838 a totes les colònies britàniques, però a Antigua i Barbuda va persistir fins a l'adveniment dels sindicats el 1939. Vere Bird va ser el fundador del Partit Laborista d'Antigua (PLA), primer partit polític creat al país, i també el primer líder sindical de la nació. Després de dècades de lluita, va aconseguir guanyar les eleccions de 1960 i convertir-se en Primer Ministre.
El 1960 es va promulgar una constitució segons la qual Antigua i Barbuda començava a autogovernar-se mitjançant un parlament escollit democràticament, però el poder ocult d'Anglaterra quedava evidenciat en el fet que Londres exercia els ministeris de Relacions Exteriors i de Defensa del país.
Les illes es van convertir en un estat associat a la corona britànica el 1967, quan Vere va ser reelegit. Llavors va començar un llarg període en el qual la família d'aquest polític va entrar i va sortir del govern. La primera derrota electoral de Vere va ser el 1971 davant de George Walter, però va tornar al poder després de les eleccions del 1976.
El país va obtenir l'estatus de membre independent de la Commonwealth l'1 de novembre de 1981, quan Vere Bird es va convertir en el primer ministre per enèsima vegada. Com a país sobirà, unitari i democràtic, Antigua i Barbuda va ser admès al CARICOM i a l'ONU. Malgrat l'oposició, que no reconeixia el caràcter de lluitador social de Bird i l'acusava amb uns quants presumptes episodis de corrupció, el dirigent va aconseguir mantenir-se al poder i fins i tot ser reelegit el 1984.
Un any abans, Antigua i Barbuda va signar una aliança amb els Estats Units, mitjançant la qual a aquest últim se li permet usar el territori nacional amb finalitats militars a canvi del pagament d'un cànon anual d'arrendament. Durant la invasió de Grenada del 1983, les tropes antiguanes van acompanyar les nord-americanes.

## Govern i política
Antigua i Barbuda és membre de la Commonwealth, per la qual cosa el cap d'estat és el rei Carles III del Regne Unit (des de 2022). El representant del rei al país és un governador general.
El poder executiu està a les mans del primer ministre, que és també el cap de govern. El primer ministre normalment és el líder del partit vencedor de les eleccions a la Cambra de Representants (17 membres elegits), celebrades cada cinc anys. L'altra cambra del parlament, el Senat, té 17 membres que són nomenats pel governador general.

## Organització politico-administrativa

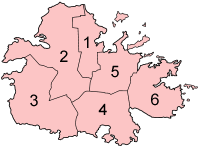
Parishes d'Antigua

L'illa d'Antigua es divideix en sis parishes o parròquies:
- Saint George (4.473)
- Saint John (14.121)
- Saint Mary (5.303)
- Saint Paul (6.117)
- Saint Peter (3.622)
- Saint Philip (2.964)

Tant l'illa de Barbuda com l'illa deshabitada de Redonda gaudeixen cadascuna d'estatus de dependència.

## Geografia

Mapa d'Antigua i Barbuda

El país està format per diverses illes. Antigua, la més gran i la més poblada, té una extensió de 280 km²; Barbuda té 160,5 km² i està situada al nord d'Antigua; i Redonda, al sud-oest del país, ocupa 1,5 km². Tant Antigua com Barbuda pertanyen al grup de les Illes de Sotavent.
Les illes són majoritàriament de terres baixes. El punt més alt és Boggy Peak, de 470 metres, ubicat a Antigua. El nucli de població principal és Saint John's, la capital, a Antigua. El nucli més poblat de Barbuda és Codrington.
Antigua és calcària i sorrenca, amb platges meravelloses que atreuen el turisme internacional. Barbuda, anomenada Dulcina pels antics conqueridors espanyols, està situada a 40 km al nord de l'anterior. S'ha constituït com una gran reserva de cacera habitada per cérvols, senglars i una gran diversitat d'aus, com coloms i ànecs. L'illa de Redonda és rocosa i està deshabitada, però té jaciments de fosfats.
Els rius són molt escassos a Antigua, i a Barbuda i Redonda no n'hi ha cap. El clima és tropical, amb poca oscil·lació tèrmica. Entre els mesos de febrer i maig el clima és fresc i sec.

### Ciutats i pobles
Les ciutats més poblades d'Antigua i Barbuda es troben majoritàriament a Antigua, sent Saint John's, All Saints, Piggotts i Liberta. La ciutat més poblada de Barbuda és Codrington. Es calcula que el 25% de la població viu en una zona urbana, la qual cosa és molt inferior a la mitjana internacional del 55%.

### Illes
Antigua i Barbuda es compon principalment de les seves dues illes homònimes, Antigua i Barbuda. A part d'això, les illes més grans d'Antigua i Barbuda són l'illa de Guaiana i Long Island davant de la costa d'Antigua, i l'illa de Redonda, que està lluny de les dues illes principals.

### Clima
La mitjana de precipitació és 990 mm per any, amb una quantitat que varia molt d'una estació a l'altra. En general, el període més plujós és entre setembre i novembre. Les illes generalment experimenten poca humitat i sequeres recurrents. Temperatures mitjanes 27 °C, amb un rang de 23 °C a 29 °C a l'hivern fins a partir de 25 °C a 30 °C a l'estiu i a la tardor. El període més fresc és entre desembre i febrer.
Els huracans afecten de mitjana una vegada a l'any, inclòs el potent huracà Irma de categoria 5, el 6 de setembre de 2017, que va danyar el 95% de les estructures de Barbuda. Unes 1.800 persones van ser evacuades a Antigua.
Els funcionaris citats per Time van indicar que es necessitarien més de 100 milions de dòlars per reconstruir habitatges i infraestructures. Philmore Mullin, director de l'Oficina Nacional de Serveis de Desastres de Barbuda, va dir que «totes les infraestructures i serveis crítics són inexistents: subministrament d'aliments, medicaments, refugi, electricitat, aigua, comunicacions, gestió de residus». Va resumir la situació de la següent manera: «Els serveis públics s'han de reconstruir íntegrament... És optimista pensar que qualsevol cosa es pot reconstruir en sis mesos... En els meus 25 anys de gestió de desastres, mai he vist una cosa així...»

## Economia

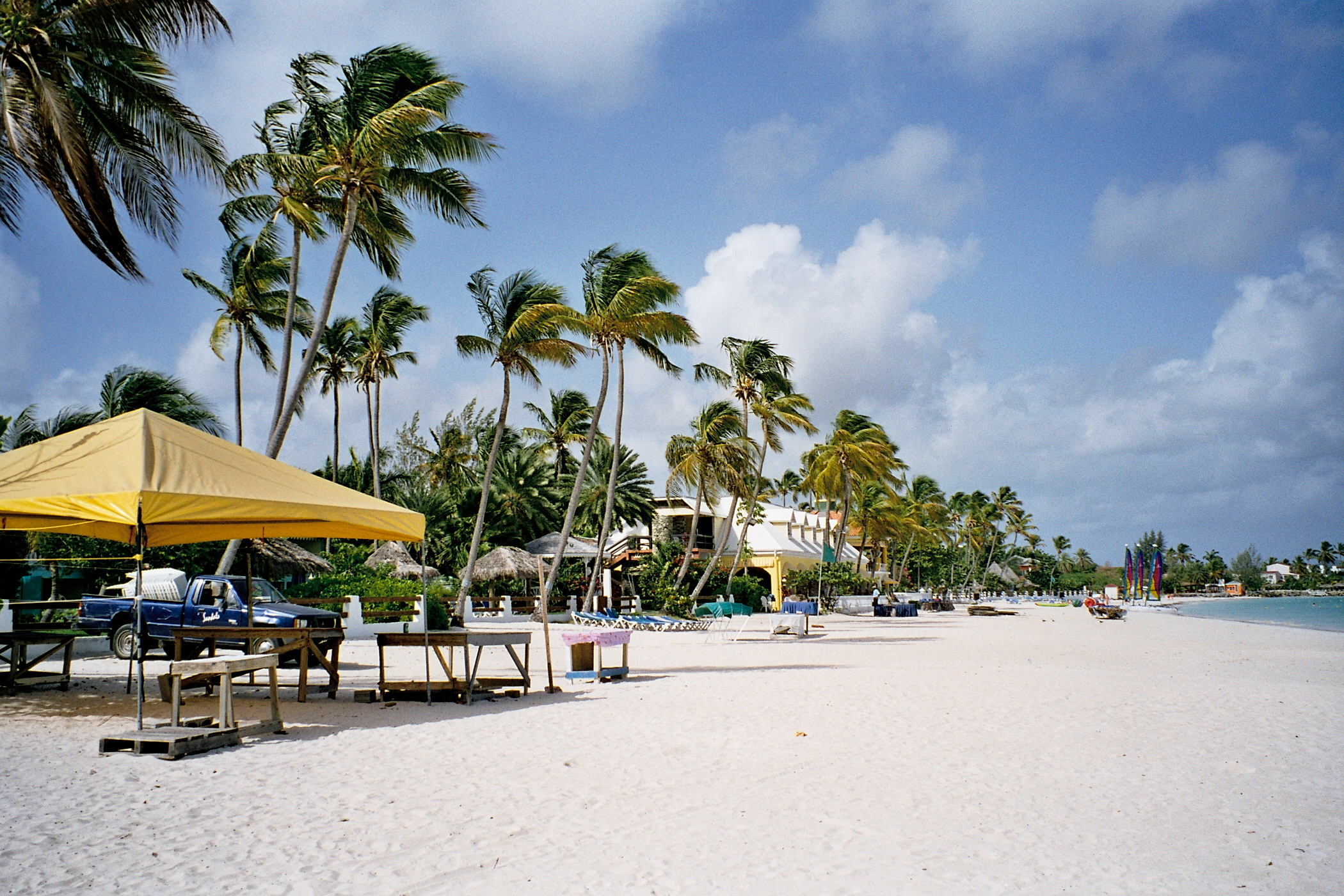
Les platges d'Antigua i Barbuda són un reclam turístic excel·lent

El turisme domina l'economia i representa més de la meitat del producte interior brut (PIB). Com a destinació per als viatgers més rics, Antigua és coneguda per la seva àmplia col·lecció de complexos turístics de cinc estrelles. No obstant això, l'activitat turística més feble als segments de mercat inferior i mitjà des de principis de l'any 2000 ha alentit l'economia i ha posat el govern en un racó fiscal ajustat. Antigua i Barbuda ha promulgat polítiques per atraure ciutadans i residents d'alt patrimoni net, com ara la promulgació d'un tipus d'impost sobre la renda personal del 0% el 2019.
També és important la producció agrícola de canya de sucre, cotó i fruites, així com el refinament de petroli i les manufactures tèxtils, d'ebenisteria i de producció de rom. La producció de cervesa, roba, ciment, artesanies locals i mobiliari és escassa.
Entre els productes agropecuaris, a més dels anomenats més amunt, hi ha les papaies, guaiabes, taronges, ananàs, llimones i pastanagues. El bestiar és, fonamentalment, boví i de llana.
La moneda oficial és el dòlar del Carib Oriental, amb una paritat de 2,69:1 amb el dòlar dels EUA (2005). El producte brut intern era d'11.000 dòlars per capita el 2003 i la taxa d'inflació anual és molt baixa (0,4% el 2000). El país tenia un deute extern de 231 milions de dòlars el 2002 i una taxa de desocupació moderada de l'11% el 2001.
La prestació de banca d'inversió i serveis financers també constitueix una part important de l'economia. Les principals institucions financeres internacionals com el Royal Bank of Canada (RBC) i Scotiabank tenen oficines a Antigua. PriceWaterhouseCoopers, Pannell Kerr Forster i KPMG són algunes de les altres empreses del sector dels serveis financers que tenen oficines a Antigua. La Comissió de Borsa i Valors dels Estats Units ha presentat denúncies contra el Stanford International Bank, amb seu a Antigua, propietat del multimilionari de Texas Allen Stanford, d'orquestrar un frau massiu que podria haver provocat el robatori d'aproximadament 8.000 milions de dòlars als inversors.
La fabricació representa el 2% del PIB i està formada per muntatges de tipus enclavament per a l'exportació, els principals productes són la roba de llit, l'artesania i els components electrònics. Les perspectives de creixement econòmic a mitjà termini continuaran depenent del creixement dels ingressos al món industrialitzat, especialment als Estats Units, d'on provenen entre un terç i la meitat de tots els turistes.
L'accés a la biocapacitat és inferior a la mitjana mundial. El 2016, Antigua i Barbuda tenia 0,8 hectàrees globals de biocapacitat per persona al seu territori, molt menys que la mitjana mundial d'1,6 hectàrees globals per persona. El 2016, Antigua i Barbuda va utilitzar 4,3 hectàrees globals de biocapacitat per persona, la seva petjada ecològica de consum. Això significa que utilitzen més biocapacitat que la que conté Antigua i Barbuda. Com a resultat, Antigua i Barbuda té un dèficit de biocapacitat.
La Unitat de Ciutadania per inversió (CIU) és l'autoritat governamental responsable de processar totes les sol·licituds de llicències d'agent, així com totes les sol·licituds de ciutadania per inversió realitzades pels sol·licitants i els seus familiars. Aquesta unitat va ser establerta pel primer ministre i es coneix com a Unitat de ciutadania per inversió.

## Demografia

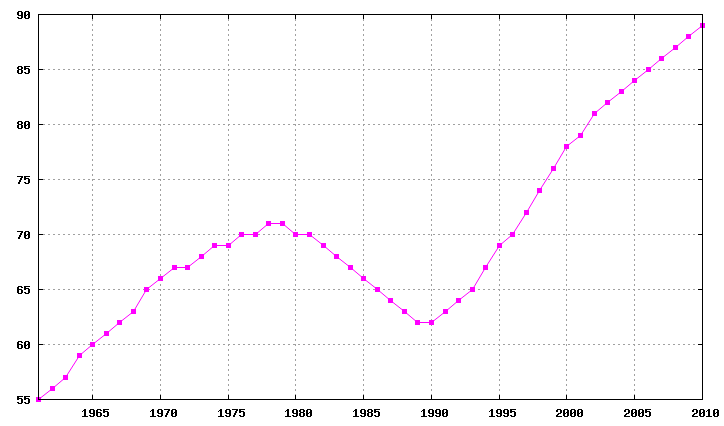
Creixement de la població des de 1961 (en milers d'habitants)

Antigua i Barbuda té una població de 68.722 (2005), la tercera part dels quals viu a la ciutat de Saint John's.
La majoria de la població és descendent dels esclaus que treballaven a les plantacions de sucre, però també hi ha grups d'europeus, principalment irlandesos, britànics i portuguesos. Encara que l'idioma oficial és l'anglès, la majoria dels locals parla patois, una forma dialectal de l'anglès.
Gairebé tots els antiguans són cristians, i la confessió anglicana —al voltant de la meitat de la població— és la que té més fidels. Hi ha molts catòlics i també creients en religions animistes o locals.
La població alfabetitzada és de gairebé el 90%. Ètnicament es distribueix entre negres (91%), mulats (4,4%), blancs (1,3%) i altres (1,7%).
El 68% de la població està econòmicament activa i té una edat que oscil·la entre els 15 i els 64 anys (2003).

### Grups ètnics
La població d'Antigua està formada majoritàriament per persones d'origen africano occidental, britànic i portuguès. La distribució ètnica és d'un 91% de negres, un 4,4% de raça mixta, un 1,7% de blancs i un 2,9% d'altres (principalment l'Índia Oriental). La majoria dels blancs són d'ascendència britànica. Els àrabs cristians llevantins i un petit nombre d’asiàtics orientals i jueus sefardites constitueixen la resta de la població.
Un percentatge cada cop més important de la població viu a l'estranger, sobretot al Regne Unit (Antiguan Britons), als Estats Units i al Canadà. Una minoria de residents d'Antiguan són immigrants d'altres països, especialment de Dominica, Guyana i Jamaica, i, cada cop més, de la República Dominicana, Sant Vicenç i les Grenadines i Nigèria. S'estima que uns 4.500 ciutadans nord-americans també fan la seva llar a Antigua i Barbuda, cosa que converteix el seu nombre en una de les poblacions americanes més grans del Carib oriental de parla anglesa. El 68,47% de la població va néixer a Antigua i Barbuda.

### Idiomes
L'idioma més utilitzat en els negocis és l'anglès. Hi ha una distinció notable entre l'accent antiguà i el barbudà.
En comparació amb el crioll d'Antigua, l'anglès estàndard va ser l'idioma preferit durant els anys anteriors a l'assoliment de la seva independència per part d'Antigua i Barbuda. La llengua criolla antigua és menyspreada per les classes mitjanes i altes en general. Es desaconsella l'ús de la llengua criolla antigua al sistema educatiu i l'ensenyament es fa en anglès estàndard (britànic).
Un nombre significatiu de les paraules que s'utilitzen en el dialecte antigu provenen tant de les llengües britàniques com africanes. Això es veu fàcilment en frases com Innit? que es tradueix literalment com no és? Molts proverbis comuns de les illes es remunten a l'Àfrica, com ara la llengua pidgin.
Aproximadament 10.000 persones poden parlar en castellà.

### Religió
- Catedral de St. John
- Església Metodista Memorial Baxter, Parròquia de St.Paul

La majoria (77%) dels antiguans són cristians, i els anglicans (17,6%) són la denominació única més gran. Altres denominacions cristianes presents són l'Església adventista del setè dia (12,4%), el pentecostalisme (12,2%), l'església de Moràvia (8,3%), els catòlics romans (8,2%), l'església metodista (5,6%), l'església de la Santedat de Wesleyan (4,5%), Església de Déu (4,1%), baptistes (3,6%), mormonisme (<1,0%), així com els testimonis de Jehovà.

### Sistema polític

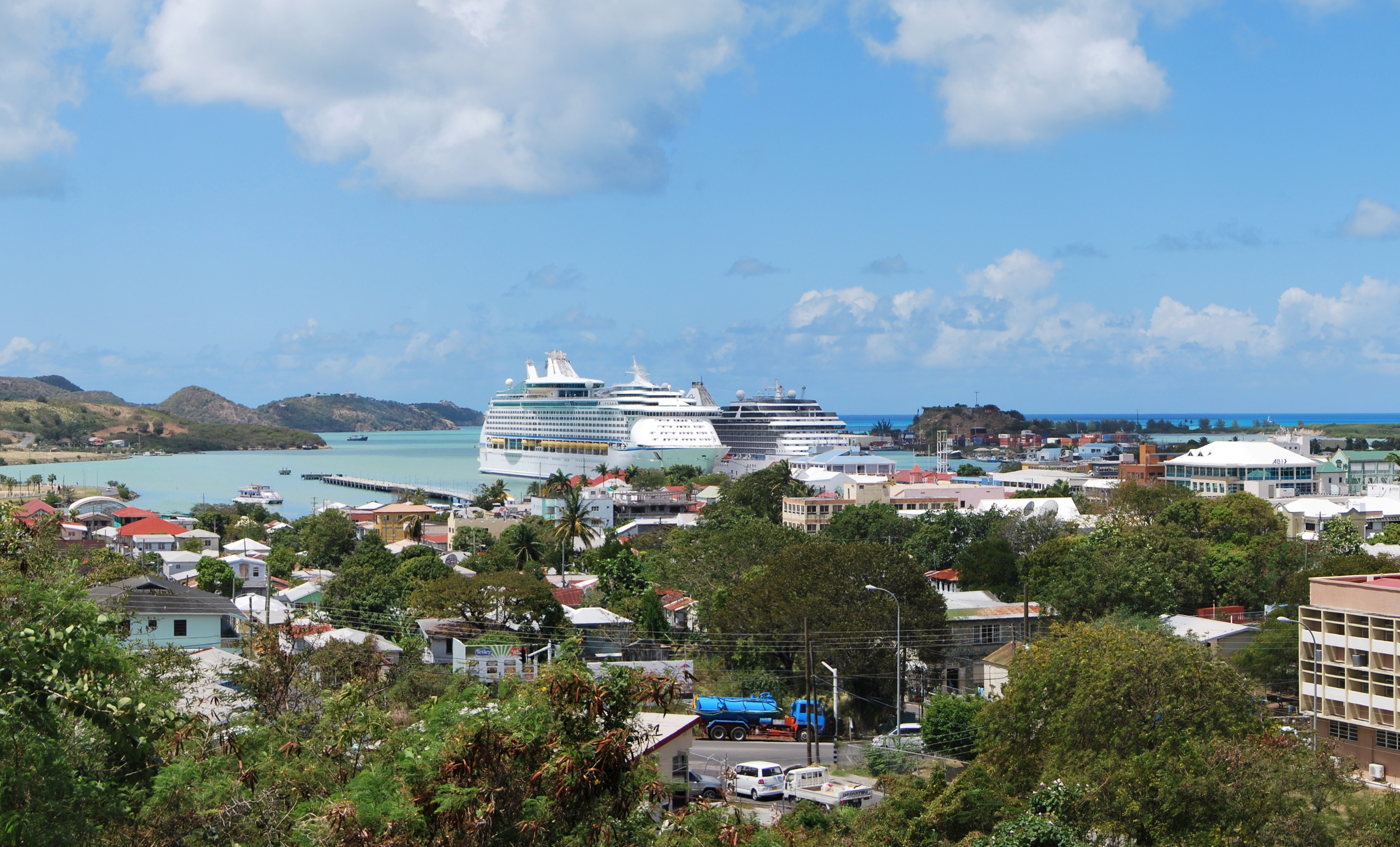
Sant John a Antigua.

La política d'Antigua i Barbuda té lloc en el marc d'una monarquia democràtica unitària, parlamentària i representativa, en la qual el cap de l'estat és el monarca que designa el governador general com a representant viceregnat. Carles III és l'actual rei d'Antigua i Barbuda, havent servit en aquest càrrec des de la mort de la seva mare, Elisabet II. Havia estat la reina des de la independència de les illes del Regne Unit el 1981. Actualment, el rei està representat pel governador general Sir Rodney Williams. Un consell de ministres és nomenat pel governador general per consell del primer ministre, actualment Gaston Browne (2014–). El primer ministre és el cap del govern.
El poder executiu l'exerceix el govern, mentre que el poder legislatiu és atribuït tant al govern com a les dues cambres del Parlament. El Parlament bicameral està format pel Senat (17 membres nomenats pels membres del govern i el partit de l’oposició, i aprovats pel governador general) i la Cambra de Representants (17 membres elegits per primer vot) per servir cinc anys.
L'actual líder de l'oposició lleial de Sa Majestat és Jamale Pringle.
Hi ha hagut un desenvolupament recent en el moviment republicanisme a Antigua i Barbuda, després que Barbados es convertís en república el 2021 i després de la mort d'Isabel II el 2022, amb una enquesta d'opinió que mostrava el suport majoritari al canvi.

### Eleccions

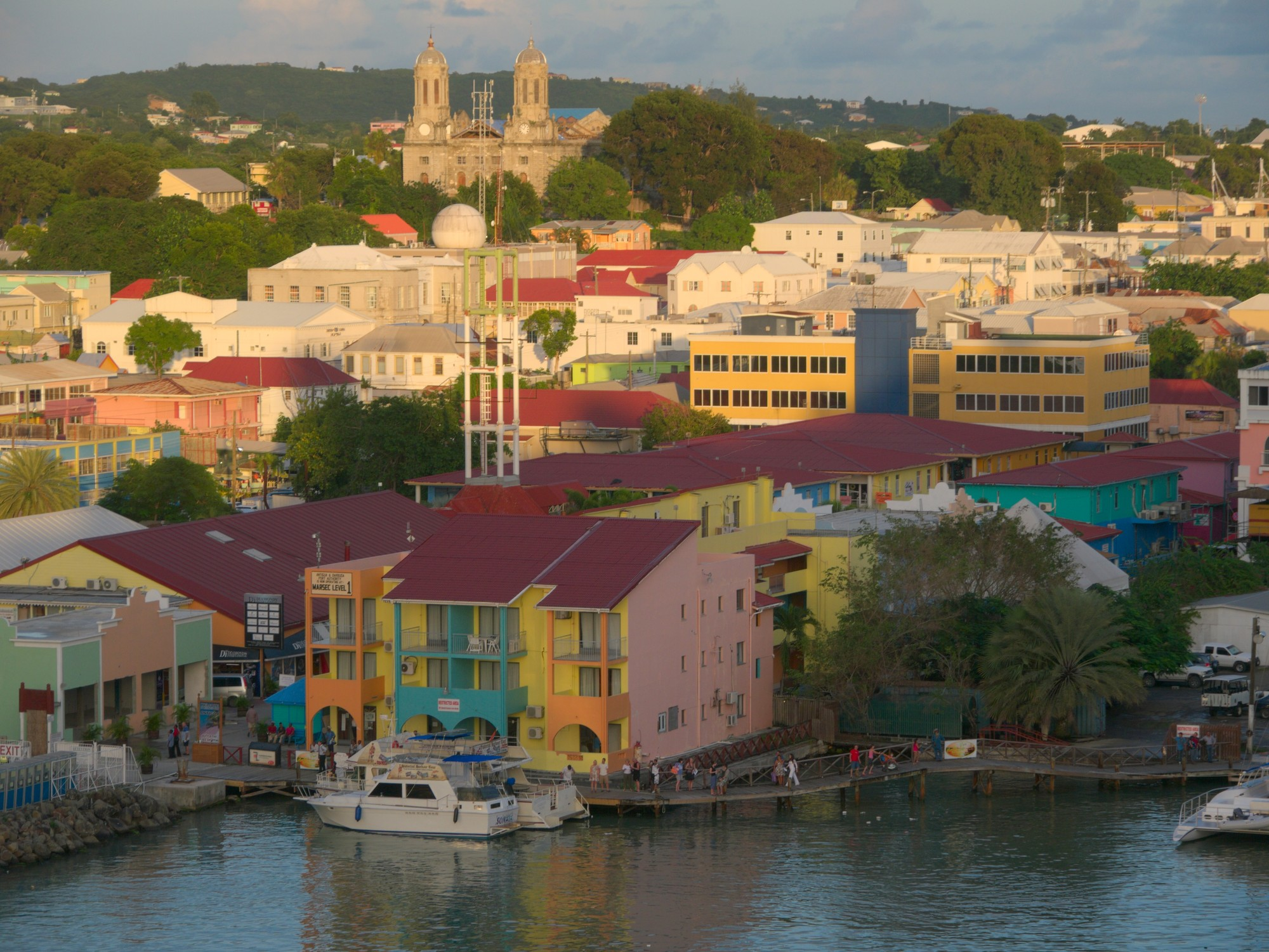
Parròquia de Sant Joan a Antigua.

Les darreres eleccions es van celebrar el 21 de març de 2018. El Partit Laborista d'Antigua Barbuda (ABLP) liderat pel primer ministre Gaston Browne va guanyar 15 dels 17 escons a la Cambra de Representants. Les eleccions anteriors van ser el 12 de juny de 2014, durant les quals el Partit Laborista d'Antigua va obtenir 14 escons i el Partit Progressista Unit 3 escons.
Des de 1951, les eleccions han estat guanyades pel populista Partit Laborista d'Antigua. No obstant això, a les eleccions legislatives d'Antigua i Barbuda de 2004 es va produir la derrota del govern electe més antic del Carib.
Vere Bird va ser primer ministre de 1981 a 1994 i primer ministre d'Antigua de 1960 a 1981, excepte durant el període 1971-1976 quan el Moviment Obrer Progressista (PLM) va derrotar el seu partit. A Bird, el primer primer ministre de la nació, se li atribueix haver portat Antigua i Barbuda i el Carib a una nova era d'independència. El primer ministre Lester Bryant Bird va succeir al gran Bird el 1994.

#### Eleccions de partit
Gaston Browne va derrotar al seu predecessor Lester Bryant Bird a la convenció biennal del Partit Laborista d'Antigua celebrada el novembre de 2012 per escollir un líder polític i altres oficials. Aleshores, el partit va canviar el seu nom de Partit Laborista d'Antigua (ALP) a Partit Laborista d'Antigua i Barbuda (ABLP). Això es va fer per incloure oficialment la presència del partit a l'illa germana de Barbuda a la seva organització, l'únic partit polític del continent que té una sucursal física a Barbuda.

### Poder judicial
El Tribunal Suprem del Carib oriental és el tribunal més alt del sistema judicial de la regió (basat a Santa Llúcia; un jutge del Tribunal Suprem és resident a les illes i presideix el Tribunal Superior de Justícia). El Tribunal de Justícia del Carib considera Antigua com un dels seus estats membres. El seu màxim tribunal d'apel·lació és el Comitè Judicial del Consell Privat, que actua en aquesta qualitat.

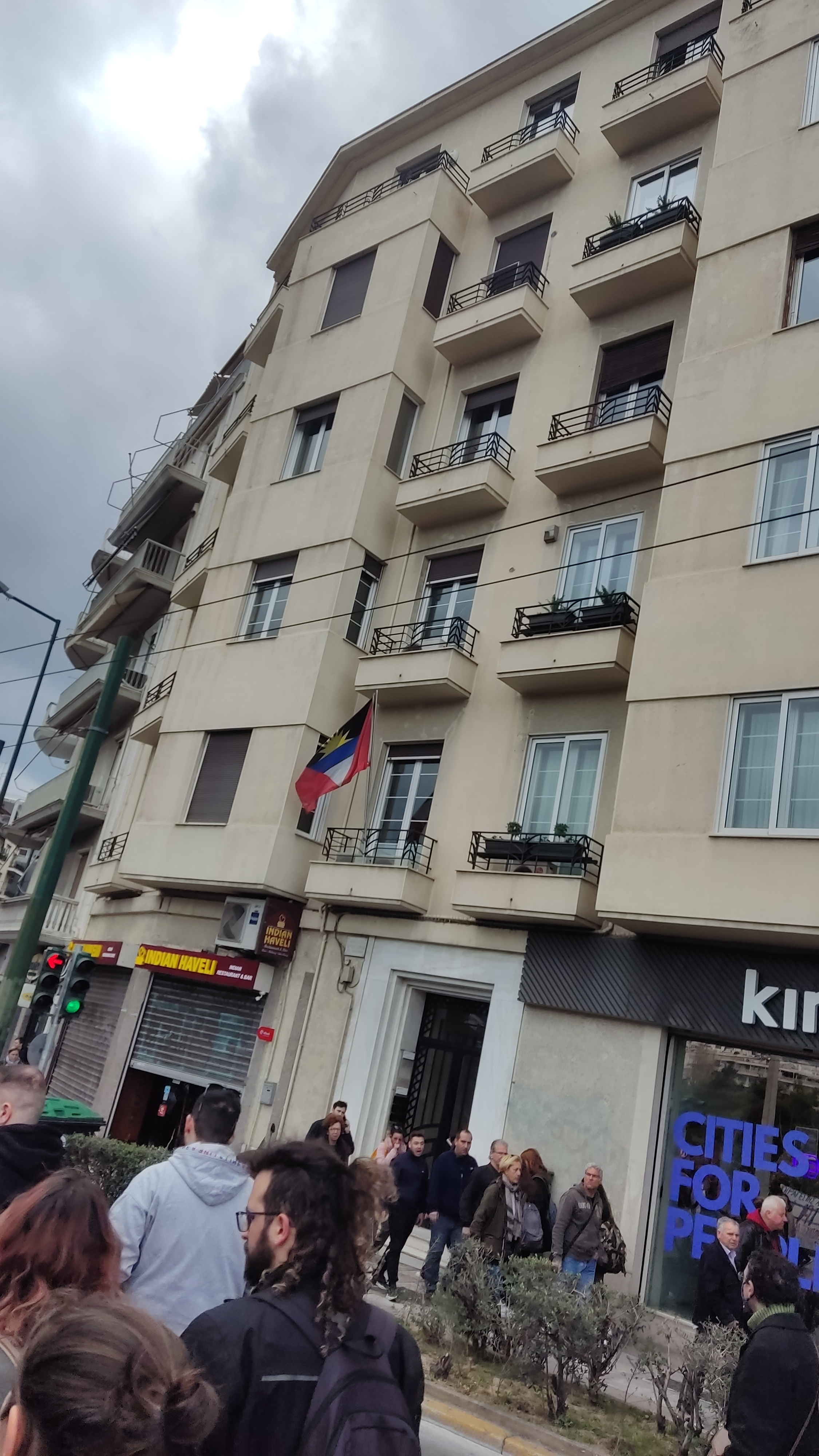
Ambaixada d'Antigua i Barbuda a Atenes, Grècia.

Antigua i Barbuda és membre de les Nacions Unides, l'Aliança Bolivariana per a les Amèriques, la Commonwealth de Nacions, la Comunitat del Carib, l'Organització dels Estats del Carib Oriental, l'Organització dels Estats Americans, l'Organització Mundial del Comerç i la Seguretat Regional del Carib Oriental..
Antigua i Barbuda també és membre de la Cort Penal Internacional (amb un Acord Bilateral d'Immunitat de Protecció per a l'exèrcit estatunidenc tal com està cobert a l'article 98 de l'Estatut de Roma).
El 2013, Antigua i Barbuda va demanar reparacions per l'esclavitud a les Nacions Unides. El primer ministre, Baldwin Spencer, va dir: "Recentment hem vist una sèrie de líders demanant disculpes", i que ara haurien de "combinar les seves paraules amb beneficis concrets i materials".